# Championnat de France de rugby à XV 1929-1930
Navigation
1928-1929 1930-1931

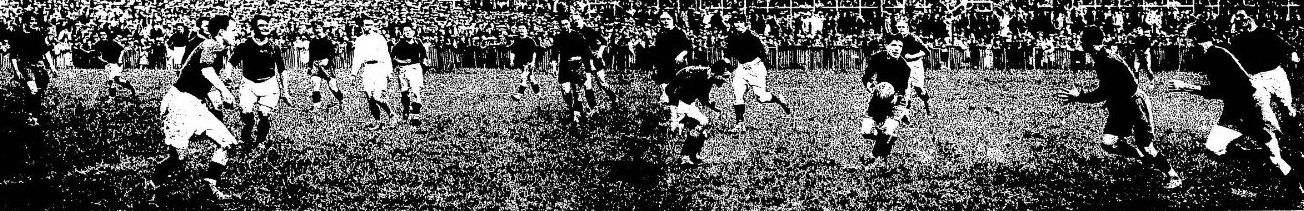
Championnat de France de rugby 1930, balle chez les agenais, action des lignes arrières (21 joueurs de champ).

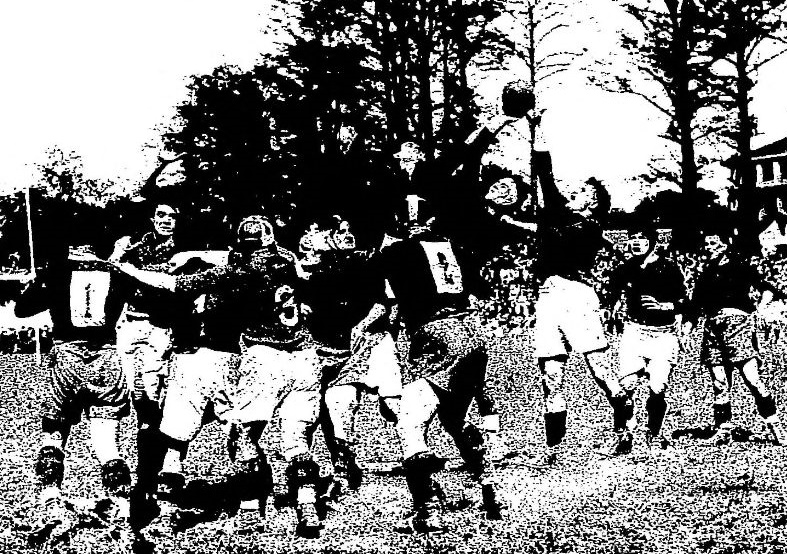
Balle de touche, récupération quillanaise.

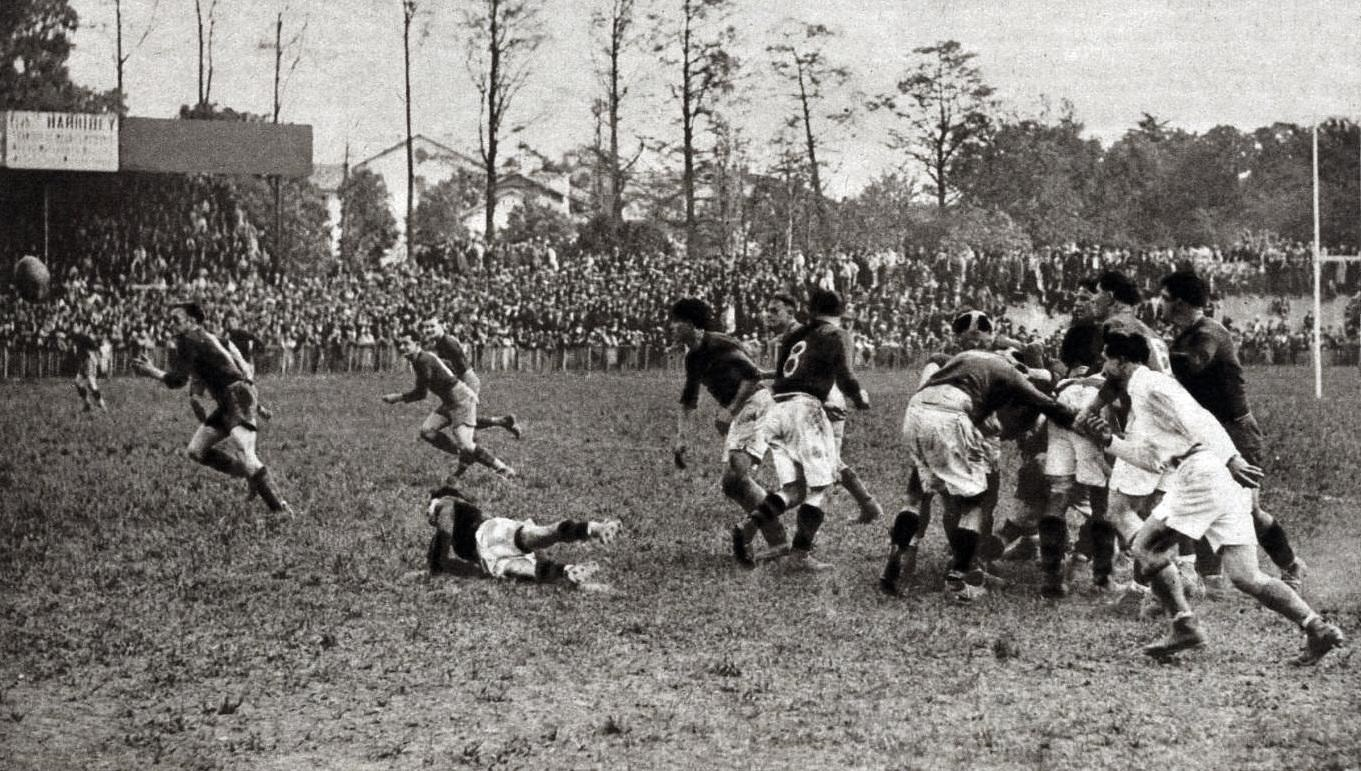
1930 (mai), finale du championnat de France au parc Lescure de Bordeaux, l'avant agenais Dupuy (culotte foncée) tente d'intercepter le ballon.

Le championnat de France de rugby à XV 1929-1930 de première division est remporté par le SU Agen qui bat l'US Quillan (tenant du titre) en finale.
Le championnat met aux prises 40 clubs répartis en huit poules de cinq. Certains se sont qualifiés par leurs résultats dans les championnats régionaux : le CASG (2e de Paris), UAI Libourne (4e de Côte d'Argent), FC Lyon (4e du Lyonnais) et CS Oyonnax (5e du Lyonnais). Cinq nouveaux clubs font leur apparition dans ce championnat Excellence : Stade hendayais, Lyon OU, CS Oyonnax, NAC Roanne (champion Honneur 1929) et AS Soustons. Ils remplacent numériquement : Stade bagnérais, US Dax (pourtant qualifié pour la seconde phase, poules de 3, l’année précédente), SC Mazamet, US Montauban et Racing CF. Dans les phases de poule, les rencontres se jouent sur un match simple (pas d'aller-retour).

## Poules de 5
Ce sont (par ordre alphabétique) :
- poule A : Stade hendayais, FC Lézignan, SAU Limoges, FC Lourdes, Lyon OU
- poule B : AS Bayonne, AS Carcassonne, CASG, US Cognac, CS Pamiers
- poule C : Biarritz olympique, US Quillan, Saint Girons SC, CS Vienne, Union sportive Fumel Libos
- poule D : SU Agen, UAI Libourne, AS Montferrand, US Perpignan, AS Soustons
- poule E : Aviron bayonnais, SBUC, FC Grenoble, RC Narbonne, Toulouse OEC
- poule F : SA Bordeaux, Le Boucau Stade, Arlequins Perpignan, NAC Roanne, Stadoceste tarbais
- poule G : SC Albi, CA Bègles, AS Béziers, FC Lyon, Section paloise
- poule H : Stade français, CS Oyonnax, CA Périgueux, RC Toulon, Stade toulousain

Les trois premiers de chacune de ces poules se sont qualifiés pour 8 poules de 3.

## Poules de 3
Ce sont (par ordre alphabétique) :
- Poule A : FC Lourdes, AS Montferrand, Stade français
- Poule B : SU Agen, SAU Limoges, CS Pamiers
- Poule C : AS Carcassonne, RC Toulon, Union sportive Fumel Libos
- Poule D : CA Bègles, Biarritz olympique, FC Grenoble
- Poule E : US Cognac, US Quillan, Toulouse OEC
- Poule F : FC Lézignan, Section paloise, Arlequins Perpignan
- Poule G : AS Béziers, SA Bordeaux, US Perpignan
- Poule H : RC Narbonne, Stadoceste tarbais, Stade toulousain

Les premiers de ces poules de 3 ont disputé les quarts de finale.

## Quarts de finale
(le 13 avril 1930)
- Section paloise bat Stade français 5 à 3 à Clermont-Ferrand
- AS Carcassonne bat Biarritz olympique 18 à 3 à Tarbes au Stade Jules-Soulé.
- SU Agen bat Stadoceste tarbais 18 à 0 à Bordeaux
- US Quillan bat SA Bordeaux 10 à 5 (après prolongation) à Toulouse

## Demi-finales
- SU Agen bat Section paloise 18 à 5, à Bordeaux, le 4 mai 1930
- US Quillan bat AS Carcassonne 3 à 0, à Lyon, le 11 mai 1930 (après un premier match nul, le 4 mai, 0 à 0, à Colombes)

Le match de la demi-finale, Agen-Pau est marquée par le décès de l'ailier agenais Michel Pradié, âgé de 18 ans, à la suite d'un violent plaquage à retardement de l'international Fernand Taillantou.

## Finale
| Équipes        | SU Agen - US Quillan |
| Score          | 4 - 0 après prolongations |
| Date           | 18 mai 1930 |
| Stade          | Parc Lescure à Bordeaux |
| Arbitre        | Henri Lahitte |
| Les équipes    | |
| SU Agen        | Marius Guiral, Lucien Augras, Max Vigerie, Guy Mieyaa, Didier Lamoulien, Louis Castaing, Gaston Capgras, Robert Samatan, Louis Dattas, Jean Dupuy, Jean-Baptiste Bédère, Étienne Dupouy, Pierre Soulès, Urbain Sourbie, Robert Gibertha |
| US Quillan     | Louis Destarac, Antonin Barbazanges, René Bonnemaison, Marcel Baillette, Marcel Soler, Amédée Cutzach, François Corbin, Eugène Ribère, Jean Galia, Charles Bigot, Germain Raynaud, Joseph Raynaud, Georges Delort, Baco, Guy Flamand    |
| Points marqués | |
| SU Agen        | 1 drop de Guiral |
| US Quillan     | |

Le SU Agen l'emporte grâce à un drop de Guiral pendant le deuxième quart d'heure de prolongation.